# Echo (Marvel Comics)
Pour les articles homonymes, voir Écho.
Maya Lopez, alias Echo est une super-héroïne évoluant dans l’univers Marvel de la maison d'édition Marvel Comics. Créé par le scénariste David W. Mack et le dessinateur Joe Quesada, le personnage de fiction apparaît pour la première fois dans le comic book Daredevil (vol. 2) #9 en décembre 1999.
Maya Lopez est une autochtone d'amérique (anciennement appelé amérindiens) et l’un des rares personnages sourds dans les comics Marvel. Personnage secondaire de la série Daredevil, elle est aussi connue sous l’identité de Ronin.
Quand elle revêt son costume d’Echo, elle est aisément identifiable à l’empreinte de main blanche, tracée au fond de teint blanc, qui recouvre une partie de son visage.

## Historique de la publication
L’identité de Ronin est née d’une tentative du scénariste de New Avengers, Brian Michael Bendis, de créer un suspense après que ce personnage, apparemment masculin, est apparu en couverture de plusieurs comics : des épisodes de New Avengers et un numéro de The Pulse. Les fans spéculaient à tout-va, la conjecture la plus répandue étant que Ronin était Daredevil lui-même (bien que Bendis nia au début que ce fût le cas, il finit par reconnaître que c’était son intention initiale).
Toutefois, le livre Avengers: The Ultimate Guide édité par Dorling Kindersley révéla que Ronin n’était autre qu’Echo, des semaines avant la sortie de New Avengers #13 où la véritable identité de Ronin est révélée tardivement.
Alors qu'Echo avait été tuée en 2012 lors de la série Moon Knight, elle revient dans Daredevil Annual #1 (vol. 5), publié en août 2016.

## Biographie du personnage

### Origines
Alors qu'elle est encore une jeune enfant, le père de Maya Lopez, Willie « Crazy Horse » Lincoln, est tué par le Caïd (Wilson Fisk), un chef de la pègre concurrent. Tandis qu'il est en train de mourir, Crazy Horse laisse l'empreinte de sa main ensanglantée sur le visage de Maya et demande au Caïd, son ancien partenaire de crime, qu'il l'élève comme si elle était sa propre fille.
Diagnostiquée comme handicapée mentale, elle est envoyée dans une coûteuse école spécialisée soignant les personnes atteintes de troubles de l'apprentissage. Là, elle parvient à reproduire parfaitement une chanson sur un piano, ce qui la conduit à être transférée dans une école pour prodiges. Elle allait bientôt devenir une pianiste douée.
Alors qu'elle se rend sur la tombe de son père accompagnée de Fisk, Maya lui demande comment il est mort. Fisk lui dit que c'est Daredevil qui l'a tué.

### Echo
Le Caïd envoie Maya auprès de l'avocat Matt Murdock afin de trouver la faiblesse de Daredevil. Fisk l'embobine en lui racontant que Murdock pense qu'il est une mauvaise personne, et lui dit qu'elle est la seule façon de lui prouver le contraire. Comme Maya croit le Caïd, elle accepte de rencontrer Matt.
Maya et Matt tombent amoureux. Plus tard, elle prend l'identité d’Echo pour traquer Daredevil. Sur son visage, elle peint en blanc une empreinte de main, semblable à celle ensanglantée laissée par son père mourant. Ayant visionné des vidéos de combats entre le Tireur et Daredevil, elle se révèle un adversaire à sa mesure.
Après plusieurs tentatives infructueuses, elle remarque que Daredevil peut facilement se déplacer dans l'obscurité, ce qui permet à Maya de trouver facilement ses faiblesses et de les exploiter en allant le combattre dans un endroit où ses sens aiguisés sont inutiles. Elle arrive facilement à l'attirer dans ce lieu mais refuse de le tuer quand elle découvre que Matt et Daredevil sont la même personne. Matt parvient ensuite à lui faire admettre la vérité sur le Caïd. Pour se venger, elle affronte Fisk et lui tire dans le visage, l'aveuglant et démarrant ainsi la chaîne d'événements qui mèneront à sa chute finale (le Caïd retrouvera plus tard une partie de sa vue par la chirurgie reconstructive de l'œil).
Après avoir réalisé l'horreur de ses actions et les mensonges avec lesquels elle a grandi, elle quitte les États-Unis afin de faire le point. Quand elle revient à Hell's Kitchen, elle essaie de retrouver Matt, cependant elle découvre qu'il est avec une femme aveugle nommée Milla Donovan (en) et que le Caïd est encore en vie (malgré les tentatives de Maya pour le tuer).
Laissant Matt, elle rend visite au Caïd en prison, celui-ci lui disant qu'elle n'a pas à se blâmer pour ce qu'elle a fait, et que, malgré tout ce qui s'est passé, il l'aime toujours comme sa fille. Insatisfaite et encore à la recherche de la paix, elle se tourne vers le Chef, un vieil ami de son père connu pour sa sagesse. Le Chef l'envoie en quête d’une vision pour apaiser son âme. Pendant sa quête, elle rencontre et se lie d'amitié avec Wolverine qui l'aide à récupérer et lui transmet sa connaissance de la culture japonaise et du crime organisé japonais. Bientôt, Echo fait la paix avec son passé et retourne à la performance artistique au piano.

### Ronin et les Vengeurs
Sa crise d'identité récente rend Maya incapable de rejoindre les New Avengers, en raison de son refus de ternir la réputation de héros tels que Spider-Man et Captain America en travaillant avec eux. Daredevil la recommande auprès de Captain America afin d'aider les Vengeurs à appréhender le Samouraï d'argent au Japon. Elle enfile un costume qui dissimule son identité ainsi que son sexe et se rebaptise Ronin, un mot japonais désignant un samouraï sans maître.
Après avoir rejoint les Vengeurs, Maya retourne au Japon pour garder un œil sur Elektra Natchios, une tueuse dangereuse connue pour être à la tête de la secte ninja la Main, et afin d'avoir un œil sur le Samouraï d’Argent en vue de résoudre le conflit entre la Main et le clan Yashida. Sous l'identité de Ronin, Maya se bat contre Elektra et est tuée, mais est ensuite ressuscitée par la Main avec le même processus utilisé pour faire revivre Elektra. Maya est alors retenue captive par la Main, qui a l'intention de la transformer en un assassin de l'organisation. Luke Cage, Spider-Man, Wolverine, Docteur Strange, Spider-Woman (Jessica Drew), Iron Fist et le nouveau Ronin (Clint Barton) sauvent Maya et s'échappent, en laissant une Elektra furieuse qui leur envoie ses assassins. Au cours d'une brève accalmie durant laquelle Luke Cage tente de négocier avec Elektra pour gagner du temps, il est révélé que la Main a réussi à laver le cerveau de Maya, quand celle-ci poignarde le Docteur Strange avec une épée donnée par un membre de l'organisation.
Elle continue à combattre les New Avengers jusqu'à ce que Strange réussisse à libérer sa forme astrale, avec l'aide de Wong et libérer Maya du lavage de cerveau. Alors qu'Elektra se bat avec Luke Cage, elle se rue sur elle et la poignarde brutalement. Il est révélé par la suite qu'Elektra était un guerrier Skrull sous un déguisement. L'équipe retourne à New York après la trahison apparente de Spider-Woman qui vole le cadavre du Skrull Elektra.
Les Vengeurs se cachent dans une chambre d’hôtel (les pouvoirs de Strange faisaient apparaître uniquement Echo dans la pièce) avant de retourner au sanctuaire de Strange. Après leur arrivée, Echo remet officiellement l'identité de Ronin à Clint Barton. Strange officialise la transmission de l'identité en lançant un sort sur Maya qui montre à chacun sa vraie nature — Echo apparaissant vêtue d'une variation féminine du costume de Daredevil —.
L'équipe se dirige vers la Stark Tower (en) pour arrêter l’attaque sur le bâtiment. Là, ils rencontrent les Mighty Avengers coincés dans une bataille avec une armée d'envahisseurs symbiotes, dont l'un s'accroche à Écho avant qu'Iron Man parvienne à guérir les personnes infectées.

### World War Hulk
Echo tente de défendre Rick Jones de Hiroim (en) et Elloe Kaifi (en) en guerre contre Hulk au cours de leur attaque sur le Sanctum Sanctorum pour capturer le Docteur Strange. Aux côtés d'Iron Fist et de Ronin (Barton), elle est vaincue et capturée.

### Avengers / Invaders
Pendant l'apparition des Invaders dans le présent en raison des manipulations du maléfique D'Spayre (en) qui avait acquis un Cube cosmique, Echo s’avère essentielle dans le combat car sa surdité fait que D'Spayre est incapable de manipuler ses émotions.

## Pouvoirs et capacités
Maya Lopez est une athlète de niveau olympique possédant des « réflexes photographiques », une étrange capacité à copier parfaitement les mouvements d'autres individus. Cette capacité est semblable à celle du Maître de corvée.
Rien qu'en regardant les autres, elle est devenue une pianiste concertiste, une experte en arts martiaux, une acrobate hautement qualifiée, une ballerine douée et a une fois même piloté un avion Quinjet (en) des Vengeurs pendant quelques minutes. Elle a également gagné l'incroyable précision du Tireur et les capacités acrobatiques de Daredevil après les avoir regardés dans des vidéos de leurs combats.
Cependant, même avec ce grand potentiel, elle reste handicapée par sa surdité : sa dépendance absolue aux repères visuels la rend impuissante dans l'obscurité. Sa capacité à communiquer par la lecture labiale l'empêche de prendre des commandes orales et de communiquer avec les gens qui sont masqués, ou ne sont pas en contact visuel direct ; lors de sa première rencontre avec les Vengeurs, Captain America dut lui répéter toutes les questions d'Iron Man.
Cependant, on l'a cru capable d'entendre et de répondre aux voix, sans voir la bouche des personnes lui parlant loin d'elle ou juste derrière elle. Il a ensuite été établi qu'Echo peut lire sur les lèvres à une certaine distance (ou du coin de l'œil) même si le locuteur porte un masque, tant que celui-ci est assez mince (comme les masques en tissu assez simples utilisés par le nouveau Ronin — Clint Barton — et Spider-Man), et de relayer leur conversation à des personnes plus proches. Cependant, Echo est incapable de communiquer avec des gens portant des masques plus robustes ou plus épais, ou qui leur couvrent entièrement la bouche.

## Version alternatives

### Ultimate Marvel
Dans Ultimate Spider-Man, une femme vêtue du costume d'Echo de la Terre-616 apparaît dans un poste de police en criant « Qui peut vous faire confiance ? Qui peut vous faire confiance ?! », faisant référence à l'utilisation fréquente de Bendis du personnage dans New Avengers et dans Secret Invasion où « Who Can You Trust? » est le principal slogan de l'événement.

### Daredevil: End of Days
Maya apparaît dans Daredevil: End of Days, maintenant à la retraite des Vengeurs et travaillant comme professeur de collège. Elle est interviewée par Ben Urich pour un article sur la mort de Matt Murdock.

## Apparition dans d'autres médias

### Télévision
Une version adolescente de Echo apparaît dans la saison 3 de la série Ultimate Spider-Man, incarnée par Rosa Salazar.
Interprétée par Alaqua Cox dans l'univers cinématographique Marvel
- 2021 : Hawkeye (série télévisée)
- 2023 : Echo (série télévisée)
- 2024 : Daredevil: Born Again (série télévisée)

### Jeux vidéo
- Echo est un boss dans le jeu vidéo Daredevil.
- Maya Lopez apparaît comme un personnage exclusif jouable dans Marvel: Ultimate Alliance, doublé par Marabina Jaimes.